# Tonnoiriella fontinalis
Tonnoiriella fontinalis är en tvåvingeart som beskrevs av Wagner och Salamanna 1984. Tonnoiriella fontinalis ingår i släktet Tonnoiriella och familjen fjärilsmyggor. Inga underarter finns listade i Catalogue of Life.